# 芳賀・高根沢工業団地停留場
芳賀・高根沢工業団地停留場（はが・たかねざわこうぎょうだんちていりゅうじょう）は、栃木県芳賀郡芳賀町下高根沢にある宇都宮ライトレール宇都宮芳賀ライトレール線の停留場である。

## 概要
起点から19駅目の停留場であり、宇都宮芳賀ライトレール線の終点に位置する停留場である。
仮称は「本田技研北門」であったが、停留場の命名基準である「特定の個人・法人・団体名は避ける」という基準に合致しなかったため正式名称候補からは外された。住民投票の結果、現名称の「芳賀・高根沢工業団地」に決定した。所在地は芳賀町だが、車止めから400メートルほど先に塩谷郡高根沢町との境界がある。

## 歴史
- 2021年（令和3年）4月23日：停留場名決定[7]。
- 2023年（令和5年）8月26日：開業[4][5]。

## 停留場構造
島式ホーム1面2線を持つ地上駅で、折り返し設備を持つ。ホームの北側で道路を渡る歩道橋に接続している。
列車の発車時には、発車メロディ「黄柳」（福嶋尚哉作曲）が車両から鳴動する。

### のりば
| 番線 | 路線          | 方向 | 行先             |
| ---- | ------------- | ---- | ---------------- |
| 1・2 | ■ライトライン | -    | 宇都宮駅東口方面 |

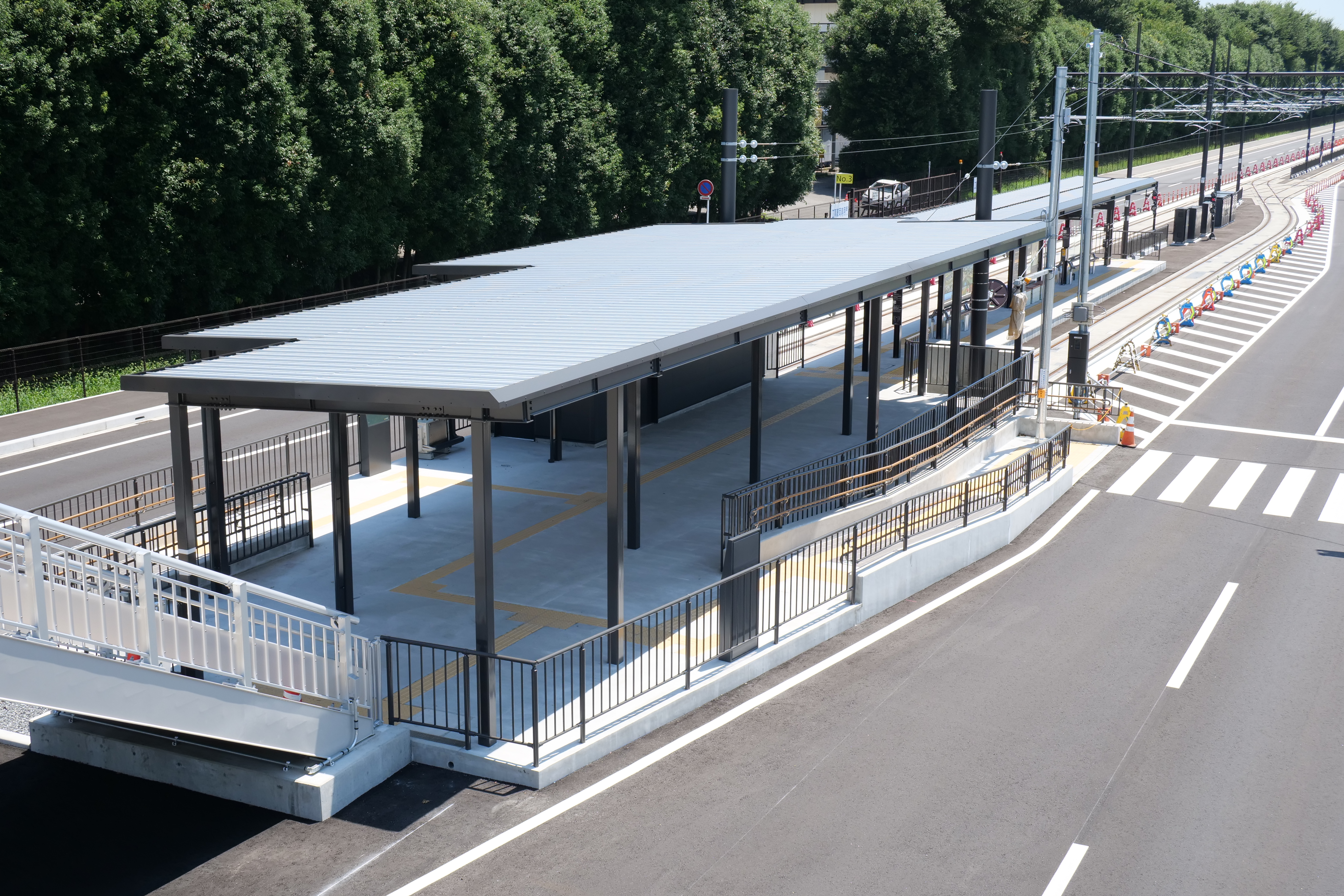
北側の歩道橋から見た停留場の全景（2023年7月）
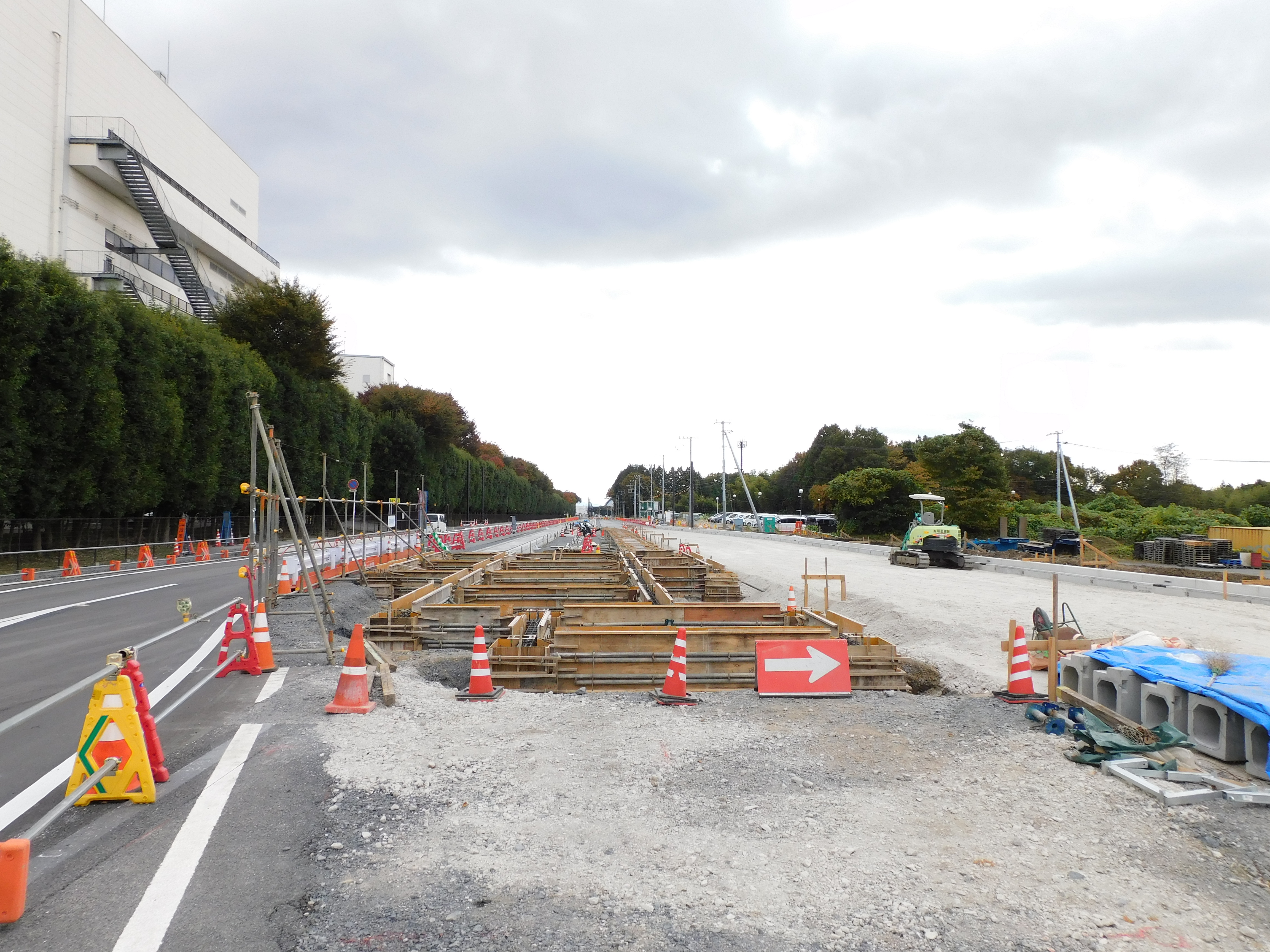
建設中の停留場（2022年11月）

## 利用状況
- 2024年2月時点での1日平均乗降人員は平日約2,600人・休日約500人である[12]。
- 2024年（令和6年）11月第2週の1日平均乗降人員は平日約3,240人・休日約310人である[13]。

## 停留場周辺
東側に本田技研工業の関連施設が大きく広がり、西へ抜けると田畑が広がる。栃木県道64号線は当停留場から北へ離れた所を通っており、近隣にはぶどう園が点在する。御料牧場や宇津救命丸の本社はそこから更に北へ進んだ所にあるが、ともに停留場からやや遠い所にある。
- 本田技術研究所四輪R＆Dセンター（栃木） - グローバルプラザと自動車試験場（栃木プルービンググラウンド。同社のテストコース）を併設[注釈 1]。
- 栃木県道64号宇都宮向田線
- 御料牧場通り - 栃木県道64号線と宮内庁高根沢御料牧場を結ぶ道路の愛称。

## 隣の停留場
宇都宮ライトレール
■宇都宮芳賀ライトレール線
快速（平日朝下りのみ運転）・各停
かしの森公園前停留場 (18) - 芳賀・高根沢工業団地停留場 (19)